# Le Passager du Polarlys
Le Passager du Polarlys est un roman policier de Georges Simenon écrit en 1930 et paru en 1932.
Il s'agit du premier roman policier qui ne fait pas partie de la série des Maigret dont Georges Simenon signe la publication définitive sous son patronyme.

## Résumé
Le lendemain de son départ de Hambourg, le capitaine Petersen, commandant du « Polarlys », découvre qu'il transporte à son bord l'homme qui a tué d'une piqûre de morphine une jeune Parisienne, Marie Baron, dans un atelier de Montparnasse. Sa certitude vient de l'article de journal trouvé sur le corps du conseiller de police, von Sternberg, lequel, embarqué précipitamment lors des dernières manœuvres du « Polarlys », est assassiné, la nuit même, dans sa cabine. 
Plusieurs passagers peuvent être soupçonnés : Eriksen, un passager introuvable dont on n'a vu que les bagages ; Cornélius Vriens, le nouvel officier hollandais ; Katia Storm, jolie passagère hypernerveuse ; un autre passager, Arnold Schuttringer, passablement désagréable ; enfin, Peter Krull qui vient d'être engagé comme soutier.
Le meurtrier réussit habilement à détourner l'attention d'abord sur le dénommé Eriksen, qui s'avère n'avoir jamais existé ; ensuite sur Vriens, dans les bagages duquel il dissimule une partie de l'argent qu'il a volé à un passager ; enfin, sur Peter Krull qui disparaît au moment d'une tempête, attirant sur lui tous les soupçons. 
C'est Vriens qui fait la première révélation intéressante : Katia Storm, dont il est tombé amoureux, est la sœur du coupable et c'est ensemble qu'ils ont fait croire à l'existence d'Eriksen. Seul Peter Krull a démasqué l'assassin dès le début. Sachant que le meurtre de Marie Baron était le fait d'un toxicomane, et l'étant lui-même, il a eu tôt fait de découvrir à la fois le vice et la culpabilité de Schuttringer. En échange d'une grosse récompense, il accepte d'attirer les soupçons sur lui en s'éclipsant pendant 24 heures. Mais, après la tempête, Krull est découvert et Schuttringer, se sachant perdu, se précipite à la mer. 
Embarqué sous un faux nom, l'assassin de la jeune Parisienne avait l'intention de passer en U.R.S.S. par la Norvège. La venue à bord du policier von Sternberg – son oncle – lui avait fait (à tort) craindre le pire : dès lors, il l'avait supprimé.

## Aspects particuliers du roman
Le récit est fait du point de vue du capitaine dont on suit l'enquête, entrecoupée par la description d'une traversée au milieu des rigueurs de l'hiver nordique.

## Fiche signalétique de l'ouvrage

### Cadre spatio-temporel
Itinéraire du « Polarlys » entre Hambourg et la côte norvégienne jusqu'à Kirkenes.
Époque contemporaine.

### Personnages
- Petersen, norvégien, capitaine du « Polarlys », marié, plusieurs enfants, âge mûr
- Cornelius Vriens, jeune Hollandais de 19 ans sortant de l'École navale, troisième officier à bord
- Arnold Schuttringer, alias Rudolf Silberman, ingénieur allemand, toxicomane, et sa sœur Katia Storm, alias Else Silberman
- Peter Krul, avocat déchu, repris de justice, soutier à bord du « Polarlys »

## Rédaction
Georges Simenon, plaisancier et amateur de voyages s'était embarqué sur un navire de l'Express côtier norvégien (Hurtigruten) lors de l'hiver 1929-1930 pour un voyage jusqu'à l'extrême nord de la Norvège, probablement sur le véritable SS Polarlys, (nom norvégien de l'aurore boréale), premier du nom, un vapeur côtier mixte (fret et passagers) de 63 m hors-tout, construit en 1912, revendu à la Marine royale norvégienne en 1952 et démoli en 1964. Il en a tiré, outre ce roman policier, un récit de voyage à la fois vivant et précis.
Ce livre fut  présélectionné pour le Prix Renaudot 1932, mais non couronné, le lauréat étant Louis-Ferdinand Céline pour le Voyage au bout de la nuit.

## Éditions
- Prépublication en feuilleton dans le quotidien L'Œuvre, du 24 novembre au 25 décembre 1930 sous le titre Un crime à bord de… et sous la signature de Georges Sim.
- Édition originale : Fayard, 1932
- Tout Simenon, tome 17, Omnibus, 2003  (ISBN 978-2-258-06102-6)
- Livre de Poche, n° 14306, 2004  (ISBN 978-2-253-14306-2)
- Romans durs, tome 1, Omnibus, 2012  (ISBN 978-2-258-09355-3)
- Romans durs, tome 1, Omnibus, 2023  (ISBN 978-2-258-20258-0)

## Source
- Maurice Piron, Michel Lemoine, L'Univers de Simenon, guide des romans et nouvelles (1931-1972) de Georges Simenon, Presses de la Cité, 1983, p. 20-21  (ISBN 978-2-258-01152-6)